# Eudiscopus denticulus
Eudiscopus denticulus је врста слепог миша из породице вечерњака (лат. Vespertilionidae).

## Распрострањење
Ареал врсте је ограничен на четири државе. Тајланд, Лаос, Вијетнам и Бурма су једина позната природна станишта врсте.

## Станиште
Станишта врсте су шуме и бамбусове шуме.

## Угроженост
Подаци о распрострањености ове врсте су недовољни.